# 蒙圣吉贝尔
蒙圣吉贝尔（法語：Mont-Saint-Guibert，法語發音：[mɔ̃ sɛ̃ ɡibɛʁ]）是比利时瓦隆大区瓦隆布拉班特省的一个市镇，通行法语，是比利时法语社群的一部分，面积18.63平方千米，人口7,562人（2018年1月1日）。